# Hemiteles completus
Hemiteles completus là một loài tò vò trong họ Ichneumonidae.